# Abraham Fornander
Abraham Fornander (ili Abraham Foenander; Öland, Švedska, 4. studenog 1812. — Havaji, 1. studenog 1887.) bio je švedsko-havajski novinar, sudac i etnolog. Njegovo je najpoznatije djelo knjiga An Account of the Polynesian Race, its Origin and Migrations, and the Ancient History of the Hawaiian People to the Times of Kamehameha I, u kojoj je opisao povijest i mitologiju starih Havajaca.

## Životopis

### Rani život
Abraham Fornander je rođen na otoku Ölandu 4. studenog 1812. kao sin Andersa Fornandera (1778. – 1828.) i njegove supruge, Karin Fornander (1788. – 1872.). (Abrahamovo prezime se ponekad pisalo kao Foenander.) Anders, Abrahamov otac, bio je svećenik te je podučavao sina. Abraham je poslije pohađao gimnaziju u Kalmaru, gdje je učio latinski, grčki i hebrejski.
Godine 1828., Fornander je počeo studirati teologiju u Uppsali te je 1830. nastavio studij u Lundu, premda je 1831. studij napustio kako bi se vratio obitelji. Zaljubio se u mlađu sestru svoje majke, s kojom je bio u kratkoj ljubavnoj vezi. Nakon što je veza otkrivena, Fornander je bio osramoćen te je napustio obitelj, otišavši prvo u Malmö, a potom u Kopenhagen.

### Havaji
Fornander je 1844. stigao u Honolulu te je ostatak života proveo u Kraljevini Havaji; 19. siječnja 1847. se zakleo na vjernost kralju Havaja, Kamehamehi III. te je tako postao građanin Havaja. Oženio je poglavaricu s otoka Molokaija, čije je ime Pinao Alanakapu. Ovo su djeca Pinao i Abrahama:
- Catherine Kaonohiulaokalani
- Johanna Margaretha Naokalani Kalanipoo
- Anna Martha Alaikauokoko
- Abraham Kawelolani Kanipahu
- Charles Theodore Kalililani Kalanimanuia

Fornander je umro 1. studenog 1887.